# دوار الملح
دوار الملح أو قرية الملح هي قرية صغيرة تقع غرب بلدية العلايمية التابعة دائرة عقاز ولاية معسكر
هي منطقة حدودية بين ولاية معسكر وولاية وهران ويبلغ عدد سكانها حوالي 1 000 نسمة
تبعد عن وهران بـ40 كيلومترا وعن معسكر بما يربو عن 79 كيلومترا،

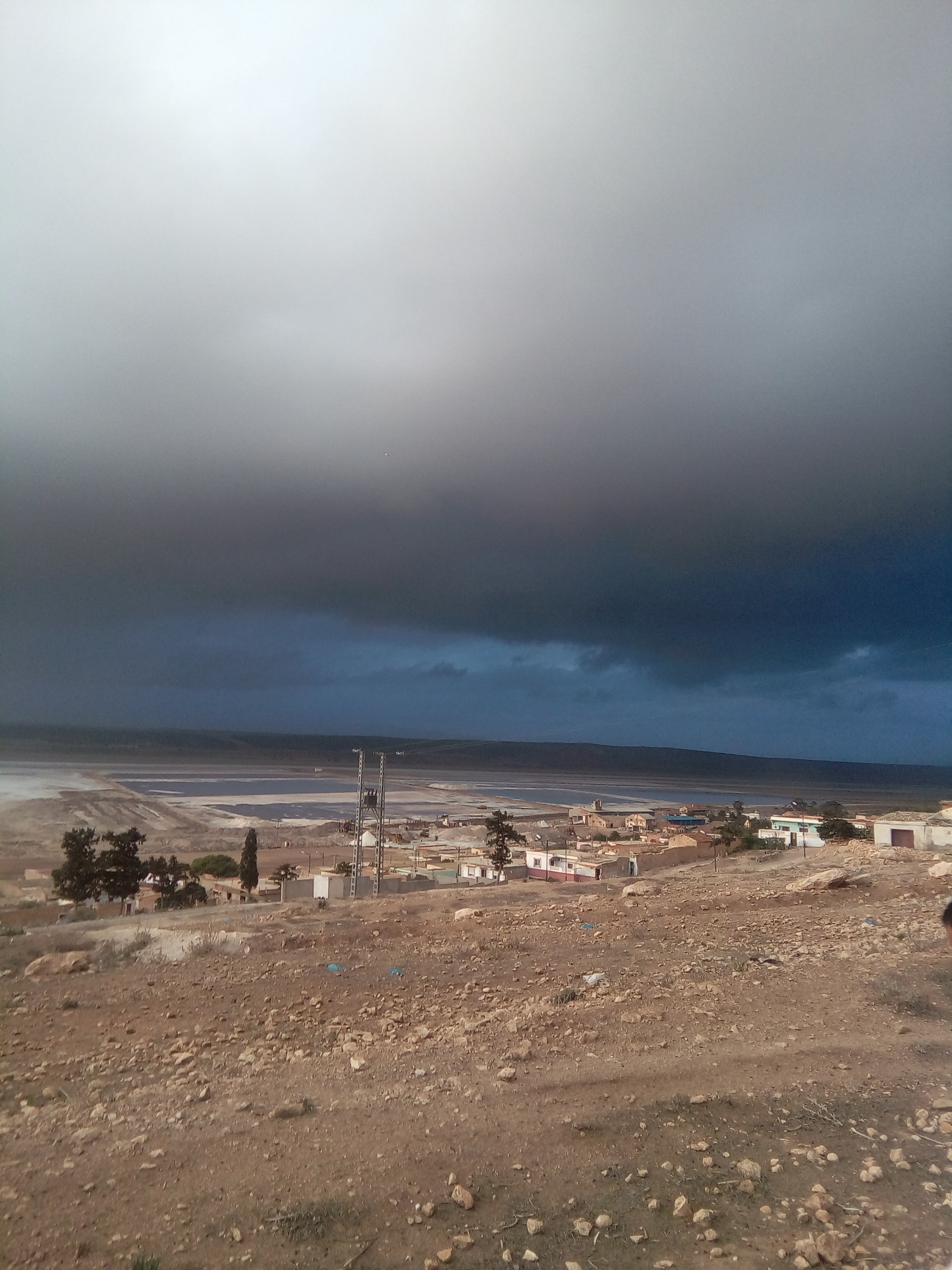
دوار الملح

## سكان القرية
لا يوجد سكان أصليون للقرية لأنها تعتبر حديثة بالنظر إلى باقي القرى وسبب هذا التجمع السكاني هو مصنع الملح الذي يقع بالقرية وهو مصنع أنجزه المحتل الفرنسي أيام الاحتلال وبعد إنجازه بدأ الناس بالتوافد وبدأوا ببناء سكنات جانب المصنع بغرض إيجاد فرصة للعمل فيه وعليه فإن السكان ينحدرون من ولايات عديدة أبرزها ولاية غليزان وولاية تيارت وولاية وهران وولاية معسكر وولاية مستغانم وولايات أخرى
و أدى اختلاف الولايات هذا إلى اختلاف العادات والتقاليد بالقرية بالإضافة إلى اختلاف اللهجات والذهنيات.

## المرافق

### الإنارة
عدد أعمدة الإنارة العمومية قليل ولا يغطي كامل تراب القرية رغم أنها لا تتوفر على مساحة كبيرة جداً

### التعليم
مشكلة المدرسة بحيث المدرسة تابعة لولاية وهران ومديرية التربية لولاية وهران في حين أن 90 بالمئة من التلاميذ تابعين لولاية معسكر والمدرسة بحاجة إلى ترميم وإنشاء قسمين آخرين وتتحجج السلطات في وهران أنها لا تمتلك تلاميذ هناك وتتحجج السلطات في معسكر أن المدرسة ليست تابعة لها ولا تقع في أراضيها

## ثروات القرية
تعتبر القرية غنية بالثروات فرغم قلة حجمها إلا أنها تتوفر على منجم للملح ومنجم للرمال ومنجم لمواد أخرى.

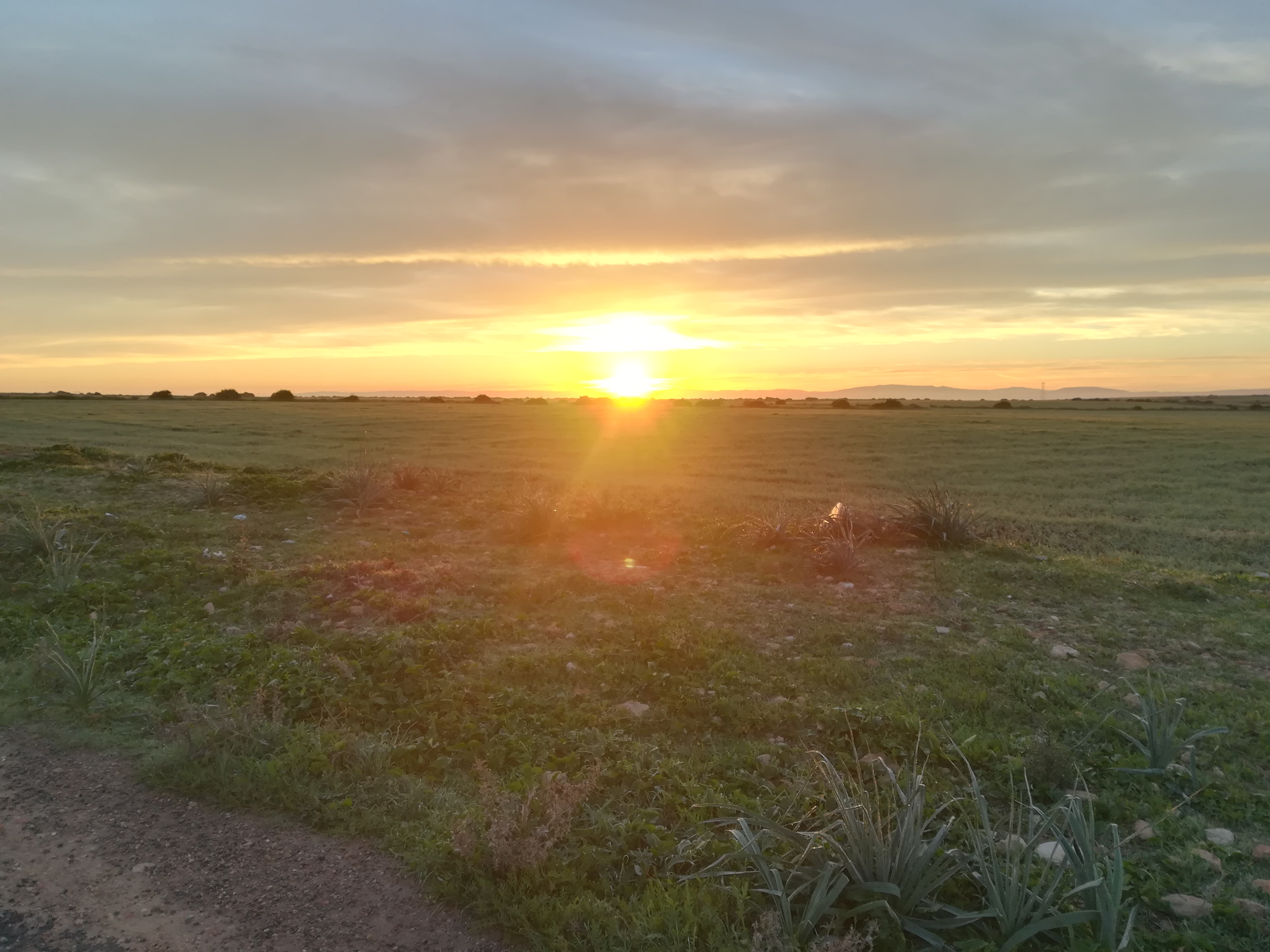
شروق شمس دوار الملح

كما يمكنها أن تكون منطقة سياحية لولا الإهمال الذي تتعرض له كونها تتوفر على العديد من المناطق الخضراء المعزولة بالإضافة إلى سبخة مليئة بالماء ما يعطي نظرة خلابة في المنطقة خاصة مع غروب الشمس وحتى شروقها